# Vidal Llerenas Morales
Vidal Llerenas Morales (Colima, Colima; 2 de febrero de 1972) es un político mexicano, miembro del partido Morena. Fue alcalde de Azcapotzalco de 2018 a 2021.

## Estudios
Es licenciado en Economía por el Instituto Tecnológico Autónomo de México (ITAM), cuenta con una Maestría en Política y Gestión Pública por la Universidad de Essex, Reino Unido –posible gracias a una beca otorgada por el Consejo Nacional de Ciencia y Tecnología-, y un Doctorado en Administración y Gerencia Pública por la Universidad de York.[cita requerida]

## Servicio Profesional de Carrera
En 2004 ganó un concurso de servicio profesional de carrera para ser el director de Contraloría Social para Estados y Municipios de la Secretaría de la Función Pública y en 2007 fue subsecretario de Egresos del Gobierno del Distrito Federal.
Durante el gobierno de Marcelo Ebrard fue nombrado Subsecretario de Egresos en la Secretaría de Finanzas del Gobierno del Distrito Federal. 

## Trayectoria profesional
Vidal Llerenas se desempeñó de 1995 a 1996 como asesor en la Subsecretaría de Seguridad Pública; un año después fue director de proyectos en Nacional Financiera para llegar a ser asesor en la Comisión de Presupuesto y Cuenta Pública de la Cámara de Diputados  de 1998 al 2000. 
Al regresar en 2004 de sus estudios de doctorado en Reino Unido fue el director de la Contraloría Social en Estados y Municipios en la Dirección General de Operación Regional de la Secretaría de la Función Pública hasta 2006. Después, de 2006 a 2009 fue el Subsecretario de Egresos del Distrito Federal. Para 2009 fue elegido diputado federal por el VIII Distrito del Distrito Federal para integrar la LXI Legislatura; desempeñó como secretario de la Comisión de Presupuesto y gestionó importantes recursos para proyectos de inversión en el DF. Al concluir la legislatura, fue electo diputado por el Distrito Local 5 del DF.
Desde 2013 Vidal Llerenas es articulista del blog La Silla Rota, columnista en el diario El Economista, además de participar en otros diarios mexicanos como Milenio y Reforma. En 2017 fue Galardonado con la Presea Águila Canacintra al mérito legislativo.
En 2015 y luego de su renuncia al PRD, Vidal Llerenas fue elegido nuevamente como diputado federal en el distrito 8 por el partido Movimiento de Regeneración Nacional. En el Congreso de la Unión fue secretario de la comisión de Presupuesto y Cuenta Pública.
En 2024 fue elegido como diputado federal de representación proporcional por la quinta circunscripción. Posteriormente, solicitó licencia al cargo para incorporarse como subsecretario de Industria y Comercio en la Secretaría de Economía encabezada por Marcelo Ebrard.

## Alcalde de Azcapotzalco
En 2018 fue elegido como alcalde de Azcapotzalco.
Además, ha sido Vicepresidente regional del Colegio Nacional de Economistas y ha publicado sobre contraloría social y programas de desarrollo. 